# George Borup
George Brandreth Borup, né le 2 septembre 1885 à Ossining et mort le 28 avril 1912 à Crescent Beach (Niantic, Connecticut), est un explorateur et géologue américain. 

## Biographie
Fils de l'officier Henry Dana Borup et de son épouse Mary Watson Brandreth Borup, il est diplômé en 1907 de l'université Yale. Il fait partie en 1907-1908 de l'expédition au pôle Nord de Robert Peary avec Donald Baxter MacMillan, Matthew Henson, John W. Goodsell et Robert Bartlett.
Conservateur adjoint de géologie du Musée américain d'histoire naturelle, il est choisi pour être un des dirigeants de la Crocker Land Expedition (en) mais il se noie le 28 avril 1912 lors du chavirage de son canoé à Crescent Beach dans le Connecticut.
Il est inhumé au Dale Cemetery d'Ossining.

## Hommage
L'île Borup au Groenland a été nommée en son honneur.